# سنجدان (مقاطعة دلفان)
سنجدان (بالفارسية: سنجدان) هي قرية تقع في قسم كاكاوند الشرقي الريفي (مقاطعة دلفان) في إيران. يقدر عدد سكانها بـ 57 نسمة بحسب إحصاء 2016.